# Euscorpius drenskii
Espèce
Euscorpius drenskii est une espèce de scorpions de la famille des Euscorpiidae.

## Répartition
Cette espèce est endémique de Bulgarie où elle se rencontre dans les Rhodopes.

## Description
Le mâle holotype mesure 28,14 mm et la femelle paratype 28,59 mm.

## Systématique
Le nom valide complet (avec auteur) de ce taxon est Euscorpius drenskii Tropea (d), Fet, Parmakelis (d), Kotsakiozi (d) & Stathi (d), 2015,.

### Étymologie
Cette espèce est nommée en l'honneur de l'arachnologue bulgare Pencho Drensky (1886-1963) qui a collecté l'holotype en juin 1924 dans l'oblast de Smolyan.

### Publication originale
- (en) Gioele Tropea, Victor Fet, Aristeidis Parmakelis, Panayiota Kotsakiozi et Iasmi Stathi, « A new species of Euscorpius (Scorpiones: Euscorpiidae) from southern Bulgaria », Arachnologische Mitteilungen, Bâle, Arachnologische Gesellschaft (d), vol. 49,‎ 30 juin 2015, p. 10–20 (ISSN 1018-4171 et 2199-7233, OCLC 43519844, DOI 10.5431/ARAMIT4902, lire en ligne).